# Партизански одред Емин Дураку
Народноослободилачки партизански (НОП) одред Емин Дураку је био је био партизанска јединица у саставу Народноослободилачке војске и партизанских одреда Југославије током Другог светског рата на Косову и Метохији. Име је добио по Емину Дураку (1917 — 1942) учеснику Народноослободилачке борбе, једном од организатора ослободилачке борбе на Косову и Метохији, народни херој Албаније и народни херој Југославије.

## Историјат
Формиран је у првој половини јануара 1943. у селу Врелу код Приштине од дела НОП одреда Зајнел Ајдини; имао је око 50 бораца. Дејствовао је у Метохији, у простору Ђаковице у североисточној Албанији (Ђаковичкој Малесији). Одред је 15. јануара 1943. извршио напад на карабинијерску станицу у селу Еречу код Ђаковице, а 1. фебруара је посекао телефонске-телеграфске стубове између села Раставице и села Прилепа код Дечана. У Албанији код села Шумрије близу Кукеша напао је 15. марта из заседе италијанску колону камиона (погинуло 13 непријатељских војника, 2 камиона запаљена). После повратка извршио је 1. априла упад у Ђаковицу, затим се пребацио на Косово, где је 26. априла код села Горњег Ливоча опкољен, водио тешку борбу против потерних одељења карабинијера и милиције. По мраку, уз помоћ становништва, пробио се ка селу Градишу код Гњилана, а 9. маја стигао на Шар-планину где је ушао у састав Шарпланинског НОП одреда.